# Église Saint-Barthélemy de Rochecolombe
Pour les articles homonymes, voir Église Saint-Barthélémy.
L'église Saint-Barthélemy est une église catholique française située à Rochecolombe, dans le département de l'Ardèche. Elle constitue l'un des derniers édifices restant du château de Rochecolombe.

## Description
- La partie la plus ancienne de l'église (chapelle du fond et celle droite)  date du XIIIe siècle.
- La chapelle de droite est ornée d'une voûte à arcs-ogive supportés par des colonnettes d'angle à chapiteaux à crochets. Sous cette chapelle se trouve le caveau de la famille de Vogüé[1] recouvert d'une dalle et portant l'inscription:  Ici reposent auprès de dix générations de seigneurs de Vogüé, Guillaume de Vogüé, mort en 1602, Balthazar de Vogüé, chevalier de malte, mort en 1630.
- La troisième chapelle a été construite au XVIe siècle. Elle est de type voutée en berceau plein cintre.
- La nef surmontée d'une tribune a été construite en 1831.
- le campanile est composé de 4 arcades voutées, qui abritaient chacune une cloche au XVIIe siècle.

## Galerie de photos
| Clocher de l'église avec ses quatre arcades. | Vue de l'église Saint-Barthelemy et du Château depuis le fond du vallon de Rochecolombe |